# Rolf Olinger
Ralph „Rolf” Olinger (ur. 17 grudnia 1924 w Engelbergu, zm. 25 czerwca 2006) – szwajcarski narciarz alpejski, brązowy medalista olimpijski i brązowy medalista mistrzostw świata.

## Kariera
Największy sukces w karierze Rolf Olinger osiągnął w 1948 roku, kiedy podczas zimowych igrzysk olimpijskich w Sankt Moritz zdobył brązowy medal w biegu zjazdowym ex aequo ze swoim rodakiem Karlem Molitorem. W zawodach tych Szwajcarów wyprzedzili jedynie Francuz Henri Oreiller oraz Austriak Franz Gabl. Był to jedyny start Olingera na igrzyskach olimpijskich. Na rozgrywanych dwa lata później mistrzostwach świata w Lake Placid jego najlepszym wynikiem było dziewiąte miejsce w zjeździe. W swej koronnej konkurencji trzykrotnie zdobywał mistrzostwo Szwajcarii: w 1947, 1948 i 1949 roku. W latach 1948 i 1951 wygrywał także zawody Parsenn-Derby w Davos. Sportową karierę zakończył w pierwszej połowie lat 50.

## Osiągnięcia

### Igrzyska olimpijskie
| Miejsce | Dzień    | Rok  | Miejscowość  | Konkurencja | Czas biegu | Strata | Zwycięzca      |
| ------- | -------- | ---- | ------------ | ----------- | ---------- | ------ | -------------- |
| 3.      | 2 lutego | 1948 | Sankt Moritz | Zjazd       | 2:55,0 min | +5,3 s | Henri Oreiller |

### Mistrzostwa świata
| Miejsce | Dzień     | Rok  | Miejscowość  | Konkurencja | Czas biegu | Strata | Zwycięzca      |
| ------- | --------- | ---- | ------------ | ----------- | ---------- | ------ | -------------- |
| 3.      | 2 lutego  | 1948 | Sankt Moritz | Zjazd       | 2:55,0 min | +5,3 s | Henri Oreiller |
| 9.      | 18 lutego | 1950 | Lake Placid  | Zjazd       | 2:34,4 min | ?      | Zeno Colò      |